# 伊什米河

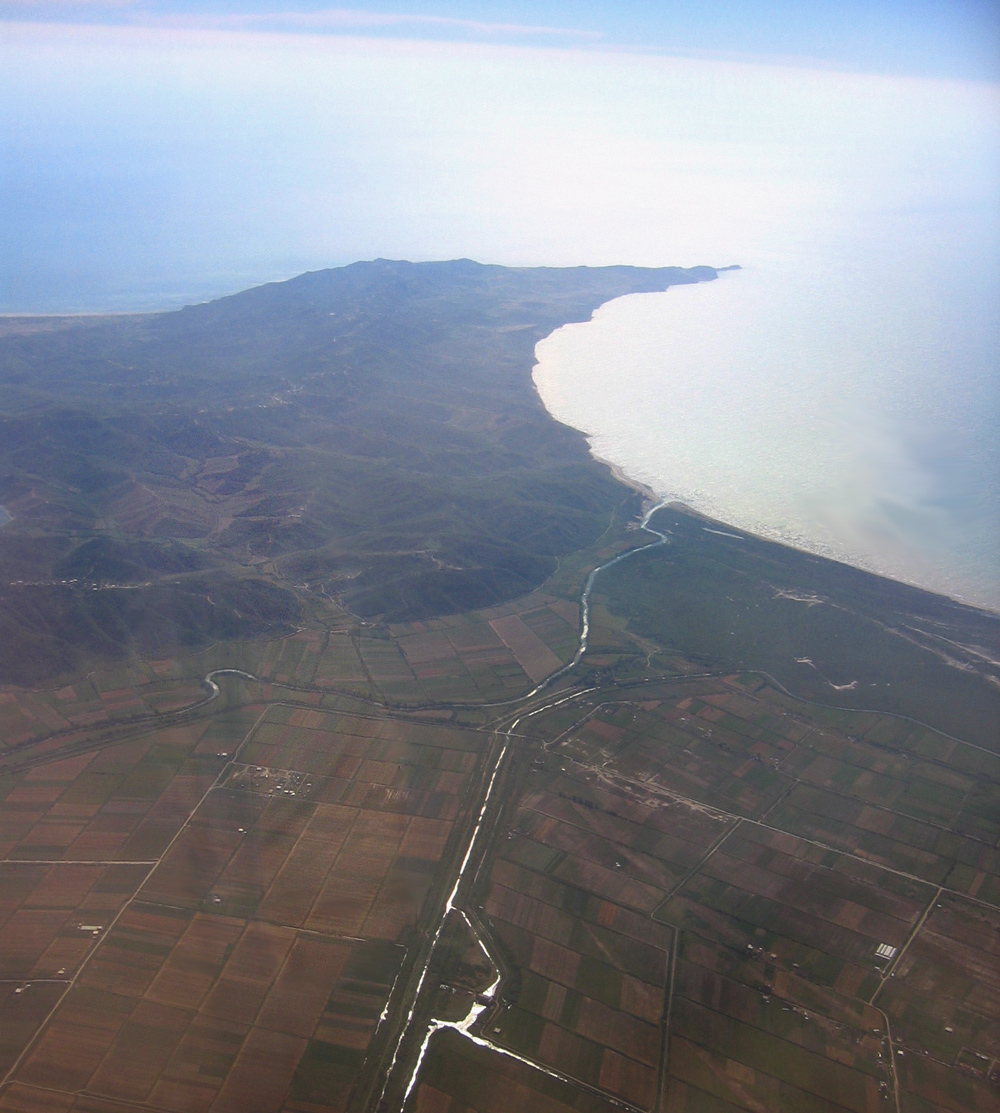

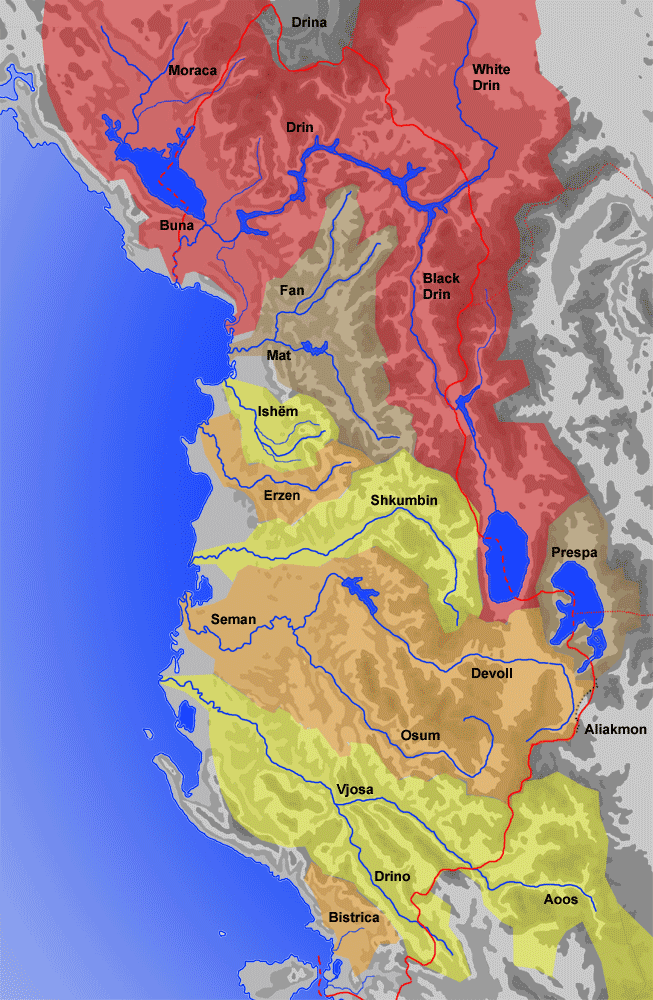

41°34′40″N 19°33′27″E / 41.57778°N 19.55750°E
伊什米河，是阿爾巴尼亞的河流，位於該國中部，流經首都地拉那北部，最終注入亞得里亞海，該河流的河道全長79公里，流域面積673平方公里。